# The Who Sell Out
The Who Sell Out (en español: The Who se vende) es el tercer álbum de estudio de la banda británica de rock The Who, publicado el 15 de diciembre de 1967 por Track en el Reino Unido, y Decca en los Estados Unidos, y producido por Kit Lambert.
Es un álbum conceptual, formado por una colección de canciones inconexas con comerciales falsos y anuncios sobre servicios públicos. El álbum simula la programación de una emisora de radio pirata llamada "Radio London", que realmente existió.
El álbum incluye elementos del rock psicodélico de la época, y una ópera rock nunca completada llamada "Rael", que cierra el álbum, y melodías que luego serían nuevamente grabadas para temas del siguiente álbum, Tommy. "I Can See For Miles" fue el primer sencillo del álbum y se convirtió en uno de los éxitos más importantes de la historia del grupo. Otras canciones destacables son "Mary Anne With The Shaky Hand" y "Tattoo". 
The Who Sell Out apareció en el puesto número 113 de la lista de los 500 mejores álbumes de todos los tiempos, elaborada por la revista musical Rolling Stone, y también fue incluido en el libro 1001 Albums You Must Hear Before You Die.

## Contenido

### Título
El título del álbum es un juego de palabras, puesto que en español se traduce como "los que venden" o "The Who vende". El título pretendía ser una ironía a la propia banda, que había realizado varios comerciales años antes, siendo algunos de éstos incluidos en las versiones extendidas del disco años después.

### Portada
El arte de cubierta está dividido en paneles que incluyen fotografías realizadas por David Montgomery a cada miembro del grupo, dos de ellos en la portada y otros dos en la contraportada. 
En la portada se sitúan Pete Townshend, aplicándose un desodorante de la marca ficticia Odorono (título de uno de los temas), y Roger Daltrey, sentado en una bañera llena de frijoles de la marca Heinz, con una lata de la misma marca de tamaño descomunal. Al respecto, Daltrey infomó años después que contrajo neumonía derivada de las sesiones de fotos de ése día, pues los fríjoles sobre los que se sentó estaban congelados y se vio obligado a permanecer en esa posición por varias horas.
En la contraportada se sitúan Keith Moon, aplicándose una pomada llamada Medac, producto ficticio contra el acné y también de tamaño descomunal; y John Entwistle, vestido con piel de leopardo al estilo Tarzán, y abrazando a una mujer con su brazo izquierdo a una mujer en ropa interior con diseño de cebra, y con el derecho a un oso de peluche.
Adjunto a la cubierta y en las primeras ediciones solamente, se anexó un cartel psicodélico. Esas ediciones se convirtieron en objetos costosos de colección, dada su rareza, y sólo estuvo disponible en los primeros ejemplares, hasta las reediciones en vinilo del álbum en 2012 y 2021.

## Legado
En 2005, la artista estadoundiense Petra Haden grabó Petra Haden Sings: The Who Sell Out, una versión del álbum, completamente a capela.

## Lista de canciones
Todas los temas compuestos por Pete Townshend excepto donde se anota.
La mayoría de las canciones incluyen "anuncios" entre ellas.
| Cara A | |                |          |  |
| N.º    | Título                                                                                             | Escritor       | Duración |  |
| 1.     | «Armenia City in the Sky» (Incluye anuncio de "Radio London")                                      | John Keen      | 3:47     |  |
| 2.     | «Heinz Baked Beans» (Incluye anuncio de "More Music")                                              | John Entwistle | 1:00     |  |
| 3.     | «Mary Anne with the Shaky Hand» (Incluye anuncio de "Premier Drums"/"Radio London" (Instrumental)) |                | 2:28     |  |
| 4.     | «Odorono» (Incluye anuncio de "Radio London")                                                      |                | 2:34     |  |
| 5.     | «Tattoo» (Incluye anuncio de "Church of your Choice")                                              |                | 2:51     |  |
| 6.     | «Our Love Was» (Incluye anuncio de "Radio London"/"Speakeasy"/"Rotosound Strings")                 |                | 3:23     |  |
| 7.     | «I Can See for Miles»                                                                              |                | 4:17     |  |

| Cara B | |                |          |  |
| N.º    | Título | Escritor       | Duración |  |
| 1.     | «Can't Reach You» (Incluye anuncio de "Charles Atlas")                                                            |                | 3:47     |  |
| 2.     | «Medac» | John Entwistle | 1:00     |  |
| 3.     | «Relax» (Incluye anuncio de "Rotosound Strings")                                                                  |                | 2:28     |  |
| 4.     | «Silas Stingy» | John Entwistle | 2:34     |  |
| 5.     | «Sunrise» |                | 2:51     |  |
| 6.     | «Rael (Pts. 1 y 2)» (Incluye anuncio de "Track Records" - repetido indefinidamente en locked groove de la cara B) |                | 3:23     |  |

Temas extra de la reedición de 1995
1. "Rael Naive" - 0:47
2. "Top Gear"
3. "Glittering Girl" - 2:56
4. "Coke 2"
5. "Melancholia" - 3:17
6. "Bag O'Nails"
7. "Someone's Coming" (Entwistle) - 2:29
8. "John Mason's Cars" (Rehearsal)
9. "Jaguar" - 2:51
10. "John Mason's Cars" (Reprise)
11. "Early Morning Cold Taxi" (Roger Daltrey/Dave Langston) - 2:55
12. "Coke 1"
13. "Hall of the Mountain King" (Edvard Grieg) - 4:14
14. "Radio 1" (Boris Mix)
15. "Girl's Eyes (Keith Moon) - 3:28
16. "Odorono" (Final Chorus)
17. "Mary-Anne with the Shaky Hand" (Toma alternativa - Versión de Mirasound) - 3:19
18. "Glow Girl" - 2:24

## Personal

### The Who
- Pete Townshend: guitarra, voz, piano y teclados
- Roger Daltrey: voz y armónica
- John Entwistle: bajo, voz, trompeta y teclados
- Keith Moon: batería y voz

### Otros músicos
- Al Kooper: órgano

## Listas de éxitos

### Álbum
| País           | Posición más alta | Semanas en lista | Ventas |
| -------------- | ----------------- | ---------------- | ------ |
| Estados Unidos | 48                |                  |        |
| Reino Unido    | 13                |                  |        |

### Sencillos
| Año  | Sencillo              | Lista                 | Posición |
| ---- | --------------------- | --------------------- | -------- |
| 1967 | "I Can See for Miles" | Billboard Pop Singles | 9        |
| 1967 | "I Can See for Miles" | UK Singles Charts     | 10       |